# Celtic Woman
Celtic Woman ist eine irische Musikgruppe, die aus drei Sängerinnen und einer Violinistin besteht. Die Gruppe wurde 2004 von Sharon Browne und David Downes gegründet, ehemaliger musikalischer Direktor der irischen Tanzshow Riverdance – The Show. Das Repertoire der Gruppe umfasst sowohl auf die Gruppe arrangierte Lieder keltischer Tradition, Stücke der klassischen europäischen Musik im weiteren Sinn sowie auch aus Musicals und der Pop- und Rockmusik bekannte Titel. Die Gruppe hat mehrere Welttourneen unternommen und weltweit mehr als sechs Millionen Tonträger verkauft.

## Geschichte
Die Gruppe trat erstmals am 15. September 2004 im ausverkauften The Helix in Dublin auf. Organisiert wurde die Show von Produzentin Sharon Browne, Chairman und CEO Dave Kavanagh, Produzentin und Direktorin Avril MacRory, und Musikdirektor und Komponist David Downes. Die Show lief dort bis 2006. Im März 2005 wurde die Show von PBS in den Vereinigten Staaten ausgestrahlt. In den folgenden Wochen erreichte ihr Debütalbum Platz 1 in den Billboard’s World Music Charts, wo es sich 81 Wochen hielt. Am 22. Juli 2006 haben sie den Langzeit-Album-Rekord von 68 Wochen gebrochen, der bis dahin von Andrea Bocelli gehalten wurde. Bei ihren Asien- und Amerikatourneen wurde die Show mit dem Untertitel Riverdance for the Voice angekündigt.
Am 23. August 2006 wurde die zweite Show Celtic Woman: A New Journey erstmals in Slane Castle in der irischen Grafschaft Meath aufgeführt und für PBS aufgezeichnet, das sie im Dezember 2006 ausstrahlte. In beiden Shows wurde die Gruppe von The Irish Film Orchestra und der Aontas Choral Group unter der Leitung von David Downes begleitet. Die Studiofassungen dirigierte John Page. Am 25. Dezember 2006 wurde die in Chemnitz aufgezeichnete ARD-Weihnachtsshow der Volksmusik ausgestrahlt, in der Celtic Woman erstmals im deutschen Fernsehen auftraten. Die Veröffentlichung ihres zweiten Studioalbums Celtic Woman: A Christmas Celebration am 19. Oktober 2006 verdrängte ihr erstes Album auf Platz 2 der World Music Charts. Ihr drittes Studioalbum wurde am 30. Januar 2007 unter dem Titel Celtic Woman: A New Journey veröffentlicht. Das Album erreichte sofort Platz 4 in den Billboard 200 und Platz 1 in den Billboard World Music Charts. Die beiden vorherigen Alben rutschten auf Platz 2 und 3, damit hatte die Gruppe die Plätze 1 bis 3 inne.
2007 gewann Celtic Woman den EBBA Award. Ihr viertes Album, Celtic Woman: The Greatest Journey, wurde am 28. Oktober 2008 veröffentlicht, das fünfte Album, Celtic Woman: Songs from the Heart folgte am 26. Januar 2010. Dieses erreichte im Juli 2010 Platz 48 der ARIA Top 50 Albums Charts. 2011 veröffentlichte die Gruppe ihr sechstes Album, Lullaby, das Platz 1 in den World Charts und Platz 3 in den Children’s Charts erreichte. Am 6. und 7. September 2011 wurde im Fox Theatre in Atlanta eine DVD mit dem Titel Believe aufgezeichnet. Das Konzert wurde am 3. Dezember 2011 im Fernsehen ausgestrahlt. Am 9. Oktober 2012 veröffentlichte die Gruppe ihr zweites Weihnachtsalbum Home for Christmas. Alle Produktionen sind bei EMI erschienen.

## Besetzung
Die von zahlreichen Wechseln geprägte Bandgeschichte von Celtic Woman ist nachfolgend anhand der Besetzungen dargestellt.

## Diskografie
Studioalben

| Jahr | Titel                   | Höchstplatzierung, Gesamtwochen, AuszeichnungChartplatzierungen (Jahr, Titel, Platzierungen, Wochen, Auszeichnungen, Anmerkungen) | Höchstplatzierung, Gesamtwochen, AuszeichnungChartplatzierungen (Jahr, Titel, Platzierungen, Wochen, Auszeichnungen, Anmerkungen) | Höchstplatzierung, Gesamtwochen, AuszeichnungChartplatzierungen (Jahr, Titel, Platzierungen, Wochen, Auszeichnungen, Anmerkungen) | Höchstplatzierung, Gesamtwochen, AuszeichnungChartplatzierungen (Jahr, Titel, Platzierungen, Wochen, Auszeichnungen, Anmerkungen) | Höchstplatzierung, Gesamtwochen, AuszeichnungChartplatzierungen (Jahr, Titel, Platzierungen, Wochen, Auszeichnungen, Anmerkungen) | Anmerkungen                                                                                         |
| Jahr | Titel                   | DE | AT | CH | IE | US | Anmerkungen                                                                                         |
| ---- | ----------------------- | --- | --- | --- | --- | --- | --------------------------------------------------------------------------------------------------- |
| 2005 | Celtic Woman            | DE20 Gold · (10 Wo.)DE | AT74 (1 Wo.)AT | CH27 (13 Wo.)CH | IE72 Gold · (3 Wo.)IE | US53 Platin · (87 Wo.)US | Erstveröffentlichung: 1. März 2005 Veröffentlichung: International                                  |
| 2006 | A Christmas Celebration | — | — | — | — | US35 Platin · (33 Wo.)US | Erstveröffentlichung: 3. Oktober 2006 Veröffentlichung: International                               |
| 2007 | A New Journey           | DE56 (4 Wo.)DE | AT69 (2 Wo.)AT | CH35 (5 Wo.)CH | IE16 (5 Wo.)IE | US4 Gold · (41 Wo.)US | Erstveröffentlichung: 30. Januar 2007 Veröffentlichung: International                               |
| 2010 | Songs from the Heart    | DE9 (17 Wo.)DE | AT20 (10 Wo.)AT | CH2 Platin · (47 Wo.)CH | — | US9 (17 Wo.)US | Erstveröffentlichung: 26. Januar 2010 Veröffentlichung: International                               |
| 2011 | Lullaby                 | — | — | — | — | US126 (3 Wo.)US | Erstveröffentlichung: 15. Februar 2011 Veröffentlichung: International                              |
| 2011 | A Celtic Christmas      | DE43 (5 Wo.)DE | AT33 (4 Wo.)AT | CH8 (5 Wo.)CH | — | — | Erstveröffentlichung: 25. November 2011 Veröffentlichung: EU                                        |
| 2012 | Believe                 | DE11 (13 Wo.)DE | AT32 (4 Wo.)AT | CH10 (15 Wo.)CH | — | US13 (10 Wo.)US | Erstveröffentlichung: 24. Januar 2012 Veröffentlichung: International (außer JP)                    |
| 2012 | Home for Christmas      | — | — | CH16 (5 Wo.)CH | IE74 (1 Wo.)IE | US43 (15 Wo.)US | Erstveröffentlichung: 9. Oktober 2012 Veröffentlichung: International                               |
| 2014 | Emerald – Musical Gems  | — | — | CH80 (1 Wo.)CH | — | US29 (5 Wo.)US | Erstveröffentlichung: 24. Februar 2014 Veröffentlichung: International                              |
| 2014 | O Christmas Tree        | — | — | — | — | — | Erstveröffentlichung: 21. Oktober 2014 Veröffentlichung: US                                         |
| 2015 | Destiny                 | DE27 (6 Wo.)DE | AT70 (1 Wo.)AT | CH95 (3 Wo.)CH | — | US60 (1 Wo.)US | mit dem Orchestra of Ireland Erstveröffentlichung: 23. Oktober 2015 Veröffentlichung: International |
| 2016 | Voices of Angels        | — | — | — | IE91 (1 Wo.)IE | US77 (1 Wo.)US | Erstveröffentlichung: 18. November 2016 Veröffentlichung: IE, US und AU                             |
| 2019 | Ancient Land            | — | — | CH100 (1 Wo.)CH | IE13 (1 Wo.)IE | — | Erstveröffentlichung: 8. März 2019                                                                  |
| 2021 | Postcards from Ireland  | — | — | CH56 (1 Wo.)CH | — | — | Erstveröffentlichung: 29. Oktober 2021                                                              |

## Auszeichnungen
- 2007: European Border Breakers Award für das Album Celtic Woman
- 2010: Emmy-Nominierung für das Album Celtic Woman: Songs from the Heart[2]
- 2017: Grammy-Award-Nominierung für das Album Destiny[3]